# Парламент Валлонії
Парла́мент Валло́нії (фр. Parlement de Wallonie) — орган законодавчої влади Валлонського регіону Бельгії. Засідання парламенту проходять у місті Намюр, що є адміністративним центром Валлонії, в будівлі колишнього притулку Сен-Жіль на березі річки Маас. До складу парламенту входять 75 депутатів, що обираються загальним прямим голосуванням на регіональних виборах кожні 5 років. Обраний парламент не може бути розпущений раніше терміну.
У сферу діяльності валлонського парламенту входить видання декретів, що мають силу закону, ратифікація договорів, підписаних Валлонією. Крім того, парламент уповноважений ратифікувати підписані Бельгією міждержавні договори, що потребують схвалення на регіональному рівні, як у випадку з конституцією ЄС.

## Історія
Перші прямі парламентські вибори у Валлонії відбулися в червні 1995 року. До цього функції регіонального парламенту виконувала Валлонська регіональна рада, до складу якої входили депутати обох палат парламенту Бельгії, обрані від Валлонії.

## Склад

### 2014–2019
Склад парламенту Валлонії після регіональних виборів 2014 року. Уряд був сформований коаліцією Соціалістичної партії та Гуманістичного демократичного центру.
| Політична сила | Політична сила                    | Кількість місць |
| -------------- | --------------------------------- | --------------- |
|                | Соціалістична партія              | 30              |
|                | Реформаторський рух               | 25              |
|                | Гуманістичний демократичний центр | 13              |
|                | Еколо                             | 4               |
|                | Трудова партія                    | 2               |
|                | Народна партія                    | 1               |
| Всього         | Всього                            | 75              |

### 2009–2014

Склад парламенту Валлонії після регіональних виборів 2009 року

Склад парламенту Валлонії після регіональних виборів 2009 року. Уряд був сформований коаліцією Соціалістичної партії, Еколо та Гуманістичного демократичного центру.
| Політична сила | Політична сила                    | Кількість місць |
| -------------- | --------------------------------- | --------------- |
|                | Соціалістична партія              | 29              |
|                | Реформаторський рух               | 19              |
|                | Еколо                             | 14              |
|                | Гуманістичний демократичний центр | 13              |
| Всього         | Всього                            | 75              |

### 2004–2009

Склад парламенту Валлонії після регіональних виборів 2004 року

Склад парламенту Валлонії після регіональних виборів 2004 року. Уряд був сформований коаліцією Соціалістичної партії та Гуманістичного демократичного центру.
| Політична сила | Політична сила                    | Кількість місць |
| -------------- | --------------------------------- | --------------- |
|                | Соціалістична партія              | 34              |
|                | Реформаторський рух               | 20              |
|                | Гуманістичний демократичний центр | 14              |
|                | Національний фронт                | 4               |
|                | Еколо                             | 3               |
| Всього         | Всього                            | 75              |

### 1999–2004

Склад парламенту Валлонії після регіональних виборів 1999 року

Перший склад парламенту Валлонії після регіональних виборів 1999 року. Уряд був сформований коаліцією Соціалістичної партії, Еколо та Реформаторський руху.
| Політична сила | Політична сила                                                | Кількість місць |
| -------------- | ------------------------------------------------------------- | --------------- |
|                | Соціалістична партія                                          | 25              |
|                | Реформаторський рух разом з Демократичним фронтом франкофонів | 21              |
|                | Еколо                                                         | 14              |
|                | Християнська Соціалістична партія                             | 14              |
|                | Національний фронт                                            | 1               |
| Всього         | Всього                                                        | 75              |